# Belonophago hutsebouti
Belonophago hutsebouti är en fiskart som beskrevs av Louis Giltay 1929. Belonophago hutsebouti ingår i släktet Belonophago och familjen Distichodontidae. IUCN kategoriserar arten globalt som livskraftig. Inga underarter finns listade.